# Pelosia pudorina
Pelosia pudorina là một loài bướm đêm thuộc phân họ Arctiinae, họ Erebidae.